# Koïfhus
Pour les articles homonymes, voir Ancienne douane.
Le Koïfhus ou l'Ancienne douane (en allemand alsacien Koifhus « grand magasin ») est un monument historique situé à Colmar, dans le département français du Haut-Rhin. C'est le plus ancien bâtiment public local.

## Localisation
L'édifice est situé au 29 Grand-Rue à Colmar.

## Historique

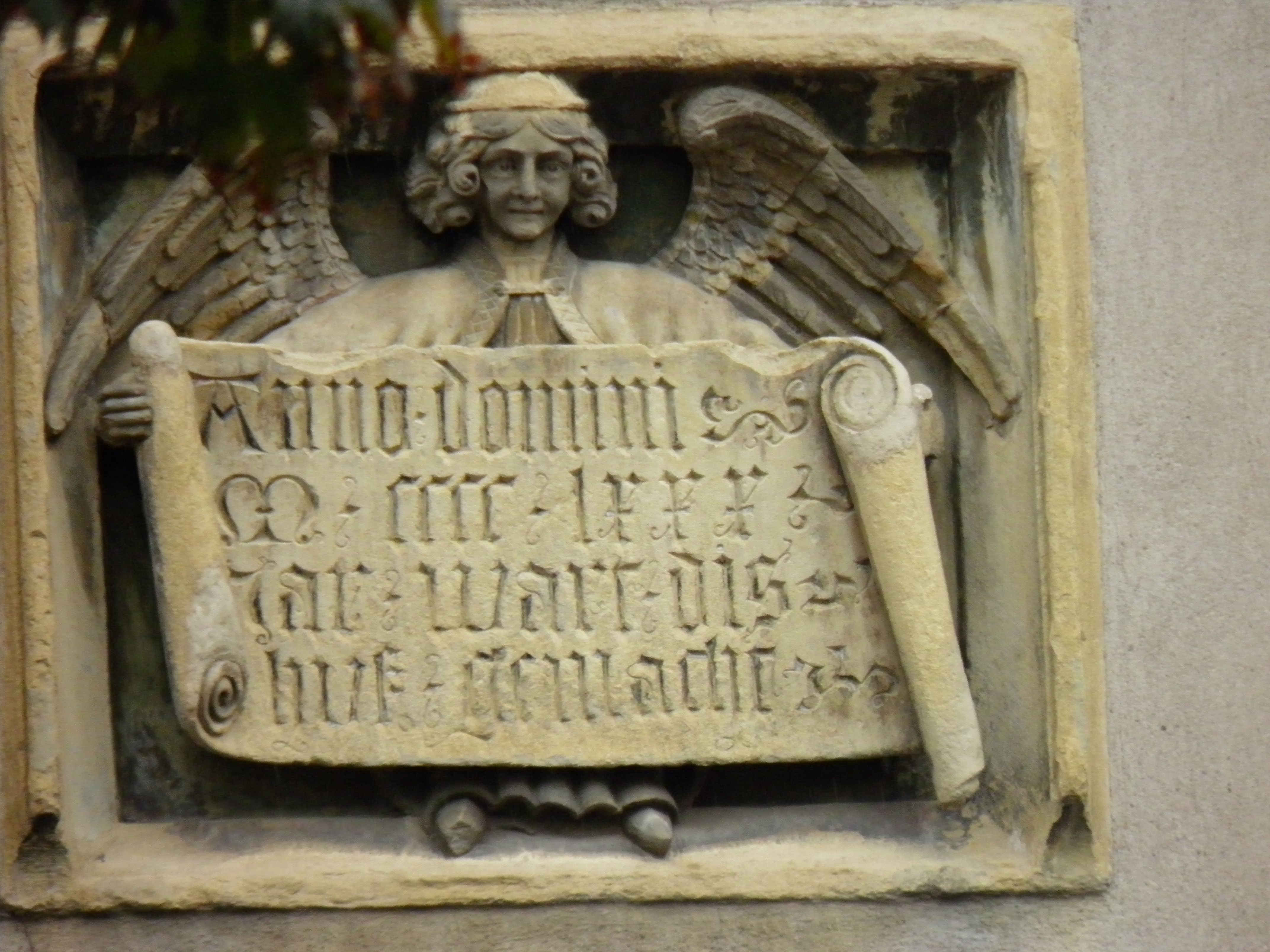
L'ange tient un parchemin mentionnant la date de construction de l'édifice, 1480, sur la deuxième ligne.

Le bâtiment le plus au sud a été initialement construit en 1480 puis modifié au cours des XVIe et XVIIIe siècle. Il a été le siège administratif et économique de la ville (à cette époque, Colmar fabriquait sa propre monnaie). Le rez-de-chaussée, notamment, servait d'entrepôt et de lieu de taxation des marchandises importées et exportées. La salle de l'étage abritait les réunions des députés de la Décapole, fédération des dix villes impériales alsaciennes de 1354 à 1679. Il sert également de lieu de réunion des députés de la Décapole. Il sert d'hôtel de ville de 1698 à 1866 ou de 1480 à 1538 puis de 1725 à 1810, selon les sources.

Le bâtiment central (dit zum Grisen, du nom de la famille qui y tenant un établissement de bains) est acquis par la ville en 1482. Il sert alors d'abattoir et ce jusqu'en 1840.

Le bâtiment au nord (dit Ankenhaus) date du XVIe siècle, il est acquis par la ville en 1594. Il est destiné au commerce du suif et des bougies. La façade est a été restaurée en 1896. Jean Rapp, général d'Empire, y est né en 1771.

L'intérieur du bâtiment et les annexes font l'objet d'une inscription au titre des monuments historiques depuis le 16 octobre 1930.
Les façades et toitures du bâtiment font l'objet d'un classement au titre des monuments historiques depuis le 29 novembre 1974.

## Architecture

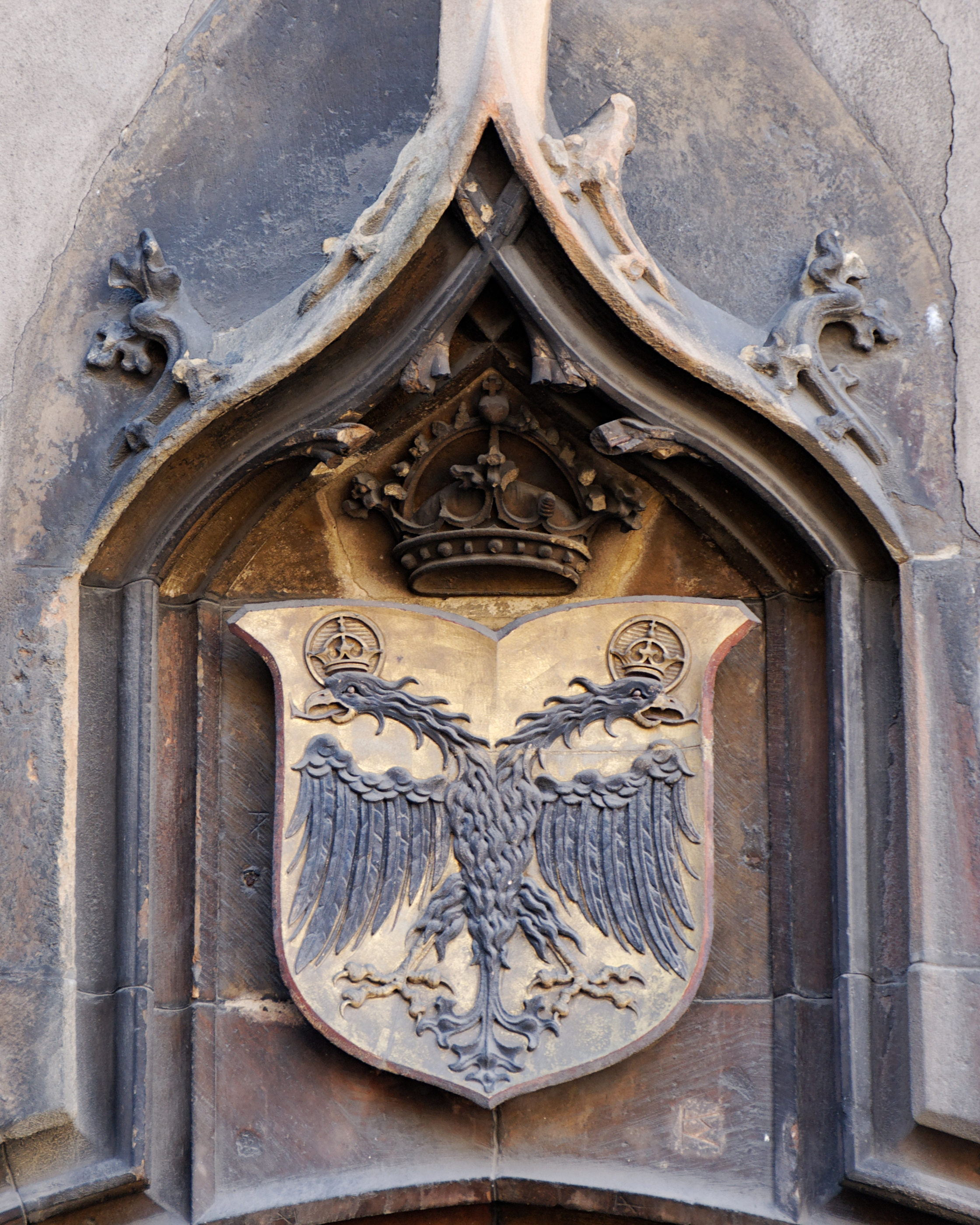
Armoiries du Saint-Empire.

Le plus au sud, le vaste corps rectangulaire était la douane proprement dite. Les deux portails principaux (au nord et au sud) sont surmontés d'un écu portant l'aigle bicéphale de l'Empire, leur porte est munie d'un arc en accolade entouré des armes de la ville.
À l'étage subsiste la salle de réunion ayant servi tour à tour aux séances du tribunal, du conseil de la Décapole et du conseil municipal. Sur trois côtés, les baies à meneau forment une verrière contenant également les armes des villes de la Décapole. Une balustrade de pierre faisait le tour de la toiture en tuile vernissées et surmonté d'un clocheton ajouré.
Au centre se trouve un bâtiment à six travées d'ouverture, comportant un escalier monumentale en équerre. Devant ce dernier se trouve une colonne de 1543 célébrant la victoire de Charles Quint sur le duc Guillaume de Clèves, elle trônait initialement sur le pont de la Boucherie. De l'autre côté, une loggia en bois est portée par des colonnes toscanes en pierre.
Le bâtiment le plus au nord comporte deux étages surmontés de hauts pignons, chantourné à l'ouest, rectiligne à l'est. Au premier étage, les baies sont munies de pilastres à masques humains.

## Galerie

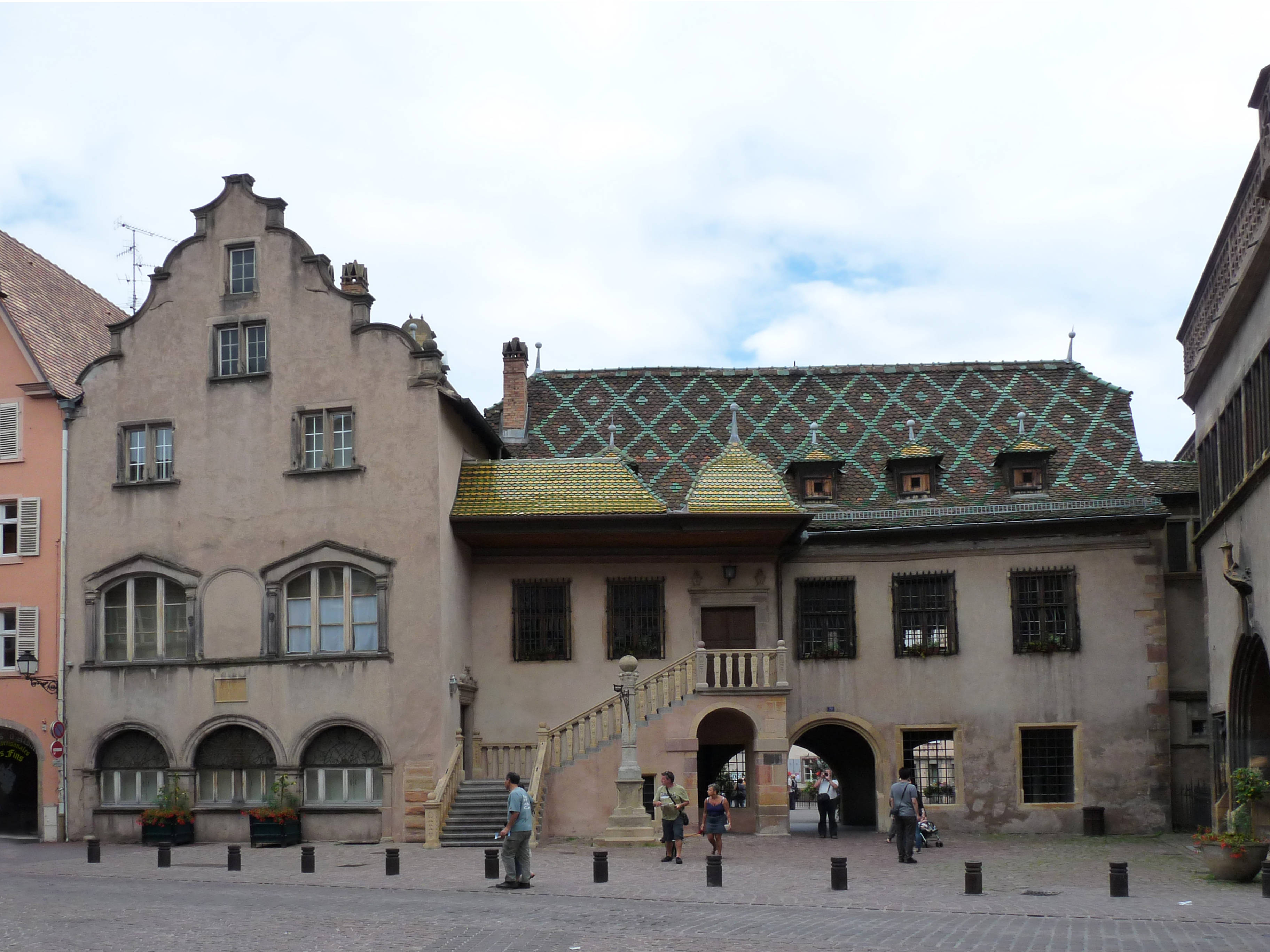
Façade ouest avec la maison natale de Jean Rapp.
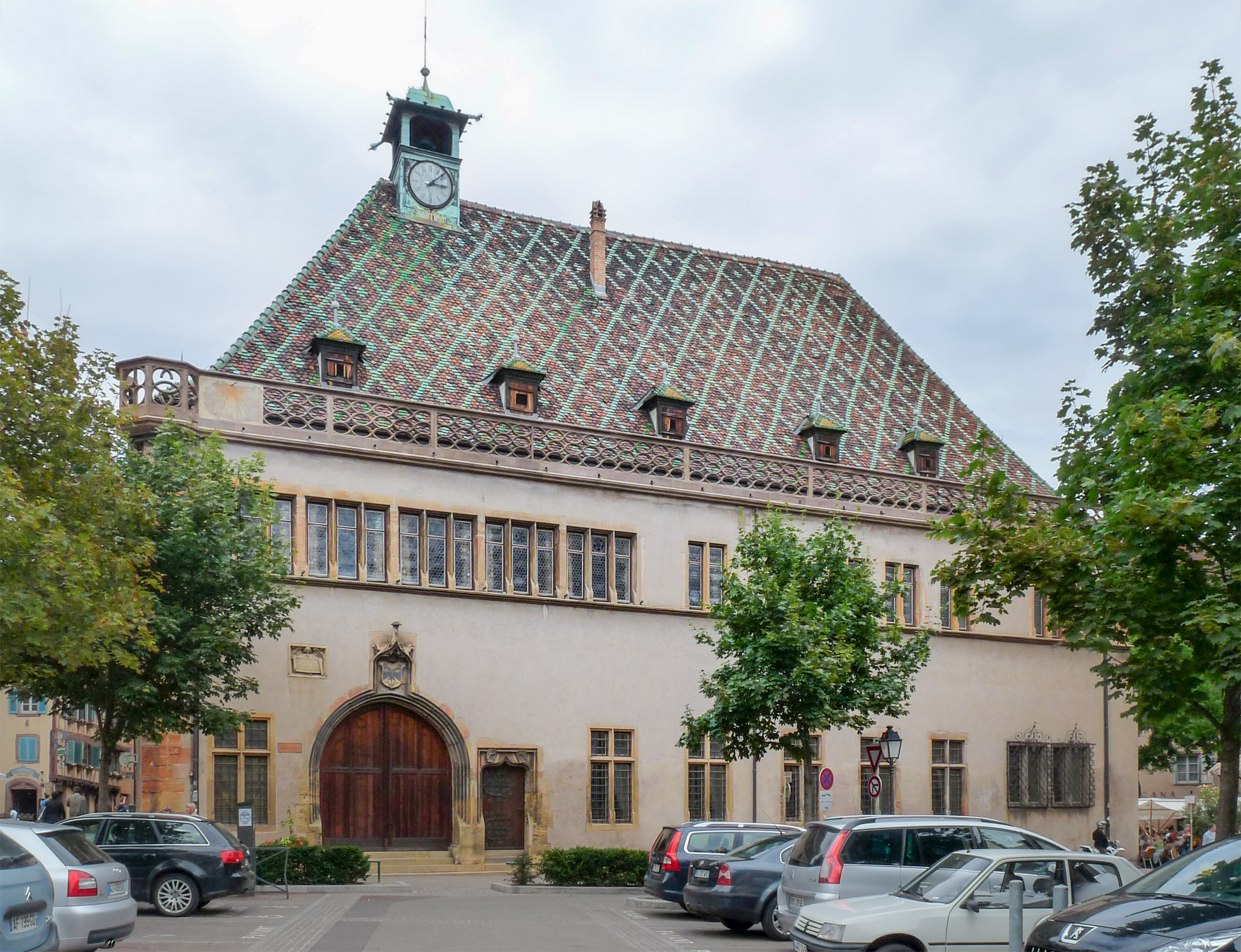
Façade sud.
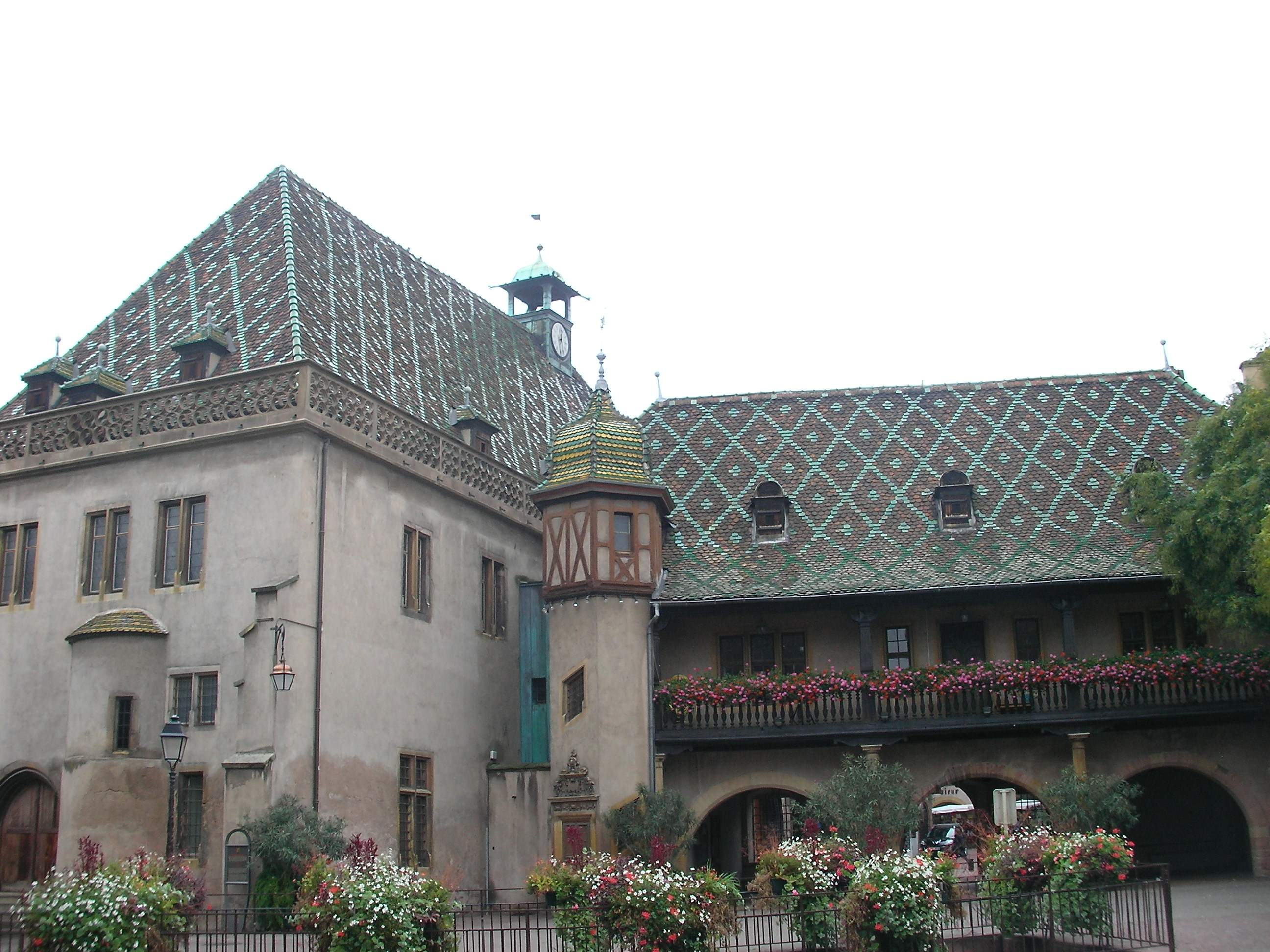
Façade est.